# 郭道晖
郭道晖（1928年8月15日—），湖南湘阴人。中国法理学家，立法学家。与江平、李步云并称“中国法治三老”。

## 生平
1928年生于湖南长沙。父亲郭德垂，曾祖父郭仑焘（郭嵩焘之弟）。少年时代就读于长沙市十一小学。1937年七七事变后，先后就读于长沙东乡、湘潭石潭、安化涟碧小学。1940年，入读国立十一中。1944年，入读广西桂林国立汉民中学，同年随校迁广西百寿及贵州榕江，后又在江津国立九中、湖南省立一中学习。1947年10月，入清华大学工学院电机系学习。1948年11月加入中国共产党。1951年7月毕业后留校工作，历任中共清华大学党委常委、宣传部部长，校刊《新清华》总编辑，哲学教研组讲师。1952年院系调整时兼任新北大筹委会委员。1958年在反右运动中被划为右派，开除党籍，后任清华大学校史组编辑。1979年4月，任全国人大常委会法制工作委员会研究室副主任。1987年9月起，任中国法学会研究部主任。1989年离休后，任《中国法学》杂志总编辑（1989年－1998年）、中国法理学研究会副会长，最高人民检察院咨询委员会委员等职。
2013年，获首届“李步云法学奖”。

## 出版物
- 郭道晖 (编). . 人民出版社. 1988年.
- 郭道晖 (编). . 人民出版社. 1988年12月. ISBN 9787010002750.
- 郭道晖 (编). . 北京大学出版社. 1994年1月. ISBN 9787301023556.
- 郭道晖. . 湖南出版社. 1997年3月. ISBN 9787543814479.
- 郭道晖. . 中国法制出版社. 1998年6月. ISBN 9787800834684.
- 郭道晖 (编). . 中国民主法制出版社. 1998年11月. ISBN 9787800783050.
- 郭道晖. . 湖南人民出版社. 1998年12月. ISBN 9787543818941.
- 郭道晖. . 湖北人民出版社. 1999年6月. ISBN 9787216026000.
- 郭道晖. . 湖南人民出版社. 2005年11月. ISBN 9787543841680.
- 郭道晖. . 译林出版社. 2009年12月. ISBN 9787544709408.
- 郭道晖. . 法律出版社. 2015年6月. ISBN 9787511866943.
- 郭道晖. . 法律出版社. 2015年8月. ISBN 9787511864468.

## 延伸阅读
- 郭道晖－马克思主义法学研究网 （页面存档备份，存于）
- 湖南大学法学院 (编). . 法律出版社. 2008年6月. ISBN 9787503685156.